# Кастело Бранко
Кастело Бранко (порт. Castelo Branco) је значајан град у Португалији, смештен у њеном источном делу. Град је седиште истоименог округа Кастело Бранко, где чини једну од општина.

## Географија
Град Кастело Бранко се налази у источном делу Португалије. Од главног града Лисабона град је удаљен 230 километара североисточно, а од Порта 300 километара југоисточно. 
Рељеф: Кастело Бранко се налази у планинском подручју, на надморској висини од 400-420 m. Град је смештен у долини, око које се земљиште издиже изнад 1.000 m. Северозападно од града издиже се планина Естрела, а североисточно почиње средишња висораван Иберијског полуострва, Мезета. Јужно се пружа долина реке Тежо.
Клима: Клима у Кастелу Бранку је умерено континентална клима са значајним утицајем знатне надморске висине (оштрије зиме са снегом, не тако топла лета).
Воде: У околини Кастела Бранка протиче неколико потока.

## Историја
Подручје Кастела Бранка насељено још у време праисторије. Развој већег насеља почиње у 12. веку. Град је добио градска права 1771. године.

## Становништво
По последњих проценама из 2009. г. општина Кастело Бранко има око 54 хиљаде становника, од чега око 31 хиљада живи на градском подручју. Град је стога један од најмањих окружних средишта у држави, а околно сеоско подручје је изузетно слабо насељено (< 25 ст./км²).

## Партнерски градови
- Plasencia
- Касерес

## Галерија
- Епископски врт
- Црква св. Мигела
- Торањ епископије
- Нови тржни центар